# Ryan Michelle Bathe
Ryan Michelle Bathe (Saint Louis, 27 luglio 1976) è un'attrice statunitense.

## Biografia
Si è diplomata nel 1994 alla WestHill High School a Stamford (Connecticut), e si è laureata alla Stanford University. Ha conseguito un Master of Fine Arts in Recitazione presso la Tisch School of the Arts, New York University, nel 2001.
Nel 2006 ha ottenuto una candidatura per una perfetta interpretazione in una commedia a puntate, Boston Legal.

## Filmografia parziale

### Cinema
- Brother to Brother, regia di Rodney Evans (2004)
- April Moon, regia di David Asmussen (2007)
- One for the Money, regia di Julie Anne Robinson (2012)
- Sylvie's Love, regia di Eugene Ashe (2020)

### Televisione
- Good Fences, regia di Ernest R. Dickerson – film TV (2003)
- Lackawanna Blues, regia di George C. Wolfe – film TV (2005)
- Pink Collar, regia di Alan Poul – film TV (2006)
- Boston Legal – serie TV, 16 episodi (2005-2006)
- Brothers & Sisters - Segreti di famiglia - serie TV, episodio 1x15 (2007)
- Vi presento i miei (Retired at 35) - serie TV, 20 episodi (2011-2012)
- This Is Us – serie TV, 4 episodi (2016-2018)
- All Rise – serie TV (2020-2023)
- The Endgame - La regina delle rapine (The Endgame) – serie TV, 10 episodi (2022)

## Doppiatrici italiane
Nelle versioni in italiano delle opere in cui ha recitato, Ryan Michelle Bathe è stata doppiata da:
- Laura Lenghi in Boston Legal, Private Practice
- Irene Di Valmo in Brothers & Sisters - Segreti di famiglia, This Is Us
- Valentina Mari in Vi presento i miei, The Endgame - La regina delle rapine
- Perla Liberatori in One for the Money
- Francesca Manicone in All Rise